# バーキー・ムハンマド
ウズベク・バーキー・ムハンマド（ペルシア語: باقی محمد, 1579年 - 1605年）は、ジャーン朝ブハラ・ハン国の君主（在位：1603年 - 1605年）。バーキー・カン、バーキー・スルタンとも。

## 生涯
ジャーニー・ムハンマドの次男で、ディーン・ムハンマドの弟。父の死後、君主位を継承した。シャイバーニー朝のアブドゥッラー・ハーン2世の死後、ブハラ・ハン国は分裂状態に陥り政治的に不安定となった。この隙を突いて、アッバース1世率いるサファヴィー朝の軍勢が南方から侵攻してきた。そして1598年には北東からカザフ・ハン国のテウェケル・ハンの軍隊が侵入した。これらの侵攻によってブハラ・ハン国はトルキスタン・サイラム・フェルガナの喪失、テウェケルによる一時的な捕獲、サマルカンドの一時的な失陥、およびテウェケルの軍によって首都ブハラを包囲されるなどの窮地に立たされた。この困難な状況で、ジャーン朝は同年にブハラの包囲を撃退し、サマルカンドを取り戻した。タシュケントでは、総督としてシェイバニッド・ケルディ・ムハンマド（1598-1604）が座り、その名前で銀貨と銅貨を発行した。

## 参考資料
- Thomas Welsford (2012/11/09). Four Types of Loyalty in Early Modern Central Asia: The Tuqay-Tmurid Takeover of Greater Ma Wara Al-Nahr, 1598-1605. Brill. ISBN 978-9004231870
- Jonathan L. Lee (1996/01/01). The "Ancient Supremacy": Bukhara, Afghanistan and the Battle for Balkh, 1731-1901. Brill. ISBN 978-9004103993
- 坂井弘紀「叙事詩に見るアブライ=ハンの系譜と生い立ち」『千葉大学ユーラシア言語文化論集』第4巻、千葉大学ユーラシア言語文化論講座、2001年3月20日、121-140頁。

| スタブアイコン | サブスタブ | この項目は、まだ閲覧者の調べものの参照としては役立たない、人物に関連した書きかけの項目です。この項目を加筆・訂正などしてくださる協力者を求めています（P:人物伝/PJ:人物伝）。 |